# عيسى العمودي
عيسى محمد العمودي (مواليد 1 يوليو 1999) هو لاعب كرة قدم سعودي يلعب حالياً في نادي الكوكب.

## مسيرة اللاعب
لعب في نادي الأنصار ونادي الكوكب.